# The Uplift Mofo Party Plan
The Uplift Mofo Party Plan – trzeci album studyjny grupy Red Hot Chili Peppers, wydany w 1987 roku przez EMI/Capitol Records. Jest to jedyny album który został nagrany w oryginalnym składzie.
Utwór "Fight Like a Brave" został wykorzystany w grze komputerowej Tony Hawk’s Pro Skater 3.  

## Lista utworów
Wszystkie utwory autorstwa (Flea, Ironsa, Kiedisa, Slovaka), chyba że wskazano inaczej.
1. "Fight Like a Brave" – 3:53
2. "Funky Crime" – 3:00
3. "Me & My Friends" – 3:09
4. "Backwoods" – 3:08
5. "Skinny Sweaty Man" – 1:16
6. "Behind the Sun" (Beinhorn, Flea, Irons, Kiedis, Slovak) – 4:40
7. "Subterranean Homesick Blues" (Dylan) – 2:34
8. "Party On Your Pussy" ("Special Secret Song Inside" w wersjach sprzed remastera) – 3:16
9. "No Chump Love Sucker" – 2:42
10. "Walkin' on Down the Road" (Flea, Irons, Kiedis, Martinez, Slovak) – 3:49
11. "Love Trilogy" – 2:42
12. "Organic Anti-Beat Box Band" – 4:10
13. "Behind the Sun" (demo instrumentalne) * (Beinhorn, Flea, Irons, Kiedis, Slovak) – 2:55
14. "Me & My Friends" (demo instrumentalne) * – 1:56

* - zawarte w remasterowanej wersji albumu z 2003 roku

## Twórcy albumu
- Anthony Kiedis – wokal
- Flea – gitara basowa
- Hillel Slovak – gitara (sitar na "Behind The Sun")
- Jack Irons – perkusja
- Michael Beinhorn – chórki, producent
- Angelo Moore – chórki
- Norwood Fisher – chórki
- David Kenoly – chórki
- Annie Newman – chórki